# Rivière Octave (vattendrag i Kanada, lat 51,45, long -78,98)
Rivière Octave är ett vattendrag i Kanada.   Det ligger i provinsen Québec, i den östra delen av landet, 700 km norr om huvudstaden Ottawa.